# Ceinture bilingue
- Anglais
- Bilingue
- Français

Zones linguistiques au Canada en 2006

La ceinture bilingue est un ensemble de régions du Canada dans lesquelles le français canadien et l'anglais canadien sont régulièrement parlés. 

## Définition
Elle s'étend du Nord du Nouveau-Brunswick à l'est, au Québec méridional, à l'Ontario oriental et septentrional et au Manitoba méridional.
Les villes principales dans la ceinture incluent Moncton et Edmundston au Nouveau-Brunswick, Montréal et Sherbrooke au Québec, Ottawa et Cornwall dans l'Est de l'Ontario, Grand Sudbury, Timmins et North Bay dans le Nord de l'Ontario et enfin Winnipeg (plus spécifiquement la communauté de Saint-Boniface) au Manitoba.
En dehors de cette ceinture, la population canadienne est principalement francophone au Québec et principalement anglophone dans le reste du Canada.
Le terme (en anglais bilingual belt) a été inventé par Richard Joy (1924-1998) dans son livre Languages in Conflict : The Canadian Experience (« Langues en conflit : l'expérience canadienne ») publié pour la première fois en 1967. Il a constaté qu'en dehors de cette ceinture, l'usage d'une seule langue s'imposait, alors que dans la ceinture toutes les deux prospéraient. Ce constat était particulièrement apparent dans l'Ouest canadien, où le français canadien n'avait que peu d'influence.